# Gornji Ružević
Gornji Ružević (cyr. Горњи Ружевић) – wieś w Bośni i Hercegowinie, w Republice Serbskiej, w gminie Teslić. W 2013 roku liczyła 469 mieszkańców.